# Frederick Chiluba
Jacob Frederick Chiluba (Ndola, Zambia; 30 de abril de 1943-18 de junio de 2011) fue un político zambiano, presidente de su país durante el período 1991-2002.
Fue hijo de Jacob Titus Chiluba Nkonde y Diana Kaimba. Asistió a la escuela secundaria de Kawambwa, donde inició su actividad política ligado al marxismo. Completó su certificado general en educación vía correspondencia, estudiando economía.
Tras la obtención de la independencia de Zambia, formó una colectividad política denominada “Movimiento por una Democracia Multipartidaria”. En 1981 fue presidente del Congreso de Sindicalistas de Zambia, exiliado en 1987 por desórdenes contra el gobierno de Kenneth Kaunda.
En 1990 regresó para colaborar en la apertura democrática, siendo candidato presidencial de su colectividad, logrando un triunfo frente a la opción que representaba Kaunda. Reelegido en 1996, durante su mandato  transformó la economía inclinada hacia un sistema capitalista de libre mercado. Privatizó diversas empresas estatales y extranjeras, alentó la inversión privada.
Entre diversas acusaciones de malversación de fondos y otros casos de corrupción de su administración, dimitió al cargo en enero de 2002, siendo sucedido por su vicepresidente Levy Patrick Mwanawasa, retirándose de la vida pública.